# Professor Gavião
Professor Gavião (Emil Eagle nos Estados Unidos) é um personagem de histórias de quadrinhos. Mais especificamente um gavião antropomorfo criado pela Walt Disney Company.

## Descrição
Também conhecido como "O Ladrão de Idéias", Professor Gavião é o arque-inimigo de Professor Pardal. Mesmo que ele possa ter algum grau de conhecimento científico (não tanto para empatar com Professor Pardal), o Gavião é geralmente um inventor-cientista bem medíocre, e na maioria das vezes se encontra apenas roubando as ideias do Professor Pardal, construindo elas e chamando-as de sua propriedade. Suas motivações variam de autor pra autor, vão de apenas um desejo de sentir o gosto da dama até a dominação mundial.
Curiosamente, Professor Gavião na verdade é um gavião careca, e assim ele era em sua primeira aparição com o elenco dos quadrinhos; porém, pouco depois, ele espirrou nele mesmo uma poção que fazia crescer cabelo feita pelo Professor Pardal, e tudo deu-se o efeito certo e depois disso o Gavião começou a aparecer com cabelo, e ainda por cima com as penas brancas em vez de marrom.

## Ultra-heróis
Teve grande papel na mini-série Ultra Heróis publicada pela editora Abril na revista Aventuras Disney no final de 2008. Foi nela que Gavião criou os Bad-7, um grupo de vilões que lutaram com os Ultra-Heróis (liderados pelo Esquálidus) para pegar a Ultramáquina.

## Nomes em outros idiomas
- Alemão: Hugo Habicht
- Dinamarquês: Øjvind Ørn
- Espanhol: Emilio Aguila
- Finlandês: Velmu Viurusilmä
- Francês: Oscar Rapace
- Grego: Εμίλ Κόρακας
- Holandês: Arend Akelig
- Inglês: Emil Eagle
- Italiano: Spennacchiotto
- Norueguês: Ørnulf Ørn
- Polonês: Emil Orzeł
- Sueco: Emil Örn